# Lutin (1903)
Lutin (Q10) – francuski okręt podwodny z początku XX wieku, czwarta jednostka typu Farfadet. Została zwodowana 12 lutego 1903 roku w stoczni Arsenal de Rochefort i w tym samym roku przyjęta w skład Marine nationale. 16 października 1906 roku w Bizercie okręt zatonął z całą załogą. Został podniesiony, lecz nie powrócił już do służby. Okręt skreślono z listy floty 9 czerwca 1907 roku.

## Projekt i budowa
„Lutin” został zaprojektowany przez inż. Gabriela Maugasa, bazował na wcześniejszych konstrukcjach Gastona Romazzottiego. Okręt posiadał wyłącznie napęd elektryczny, przez co miał niewielki zasięg.
„Lutin” zamówiony został 26 września 1899 roku i zbudowany w Arsenale w Rochefort. Stępkę okrętu położono w 1900 roku, a zwodowany został 12 lutego 1903 roku. Koszt budowy wyniósł 32 000 £.

## Dane taktyczno–techniczne
„Lutin” był małym okrętem podwodnym o konstrukcji jednokadłubowej. Długość całkowita wykonanej ze stali jednostki wynosiła 41,3 metra, szerokość 2,9 metra i zanurzenie 2,6 metra. Wyporność w położeniu nawodnym wynosiła 185 ton, a w zanurzeniu 202 tony. Okręt napędzany był na powierzchni i pod wodą przez silnik elektryczny Hillairet-Huguet o mocy 183 koni mechanicznych (KM). Jednośrubowy układ napędowy zapewniał prędkość 6,1 węzła na powierzchni i 4,3 węzła w zanurzeniu. Zasięg wynosił 115 Mm przy prędkości 5,3 węzła w położeniu nawodnym oraz 28 Mm przy prędkości 4,3 węzła pod wodą. Dopuszczalna głębokość zanurzenia wynosiła 30 metrów.
Okręt wyposażony był w cztery zewnętrzne wyrzutnie torped kalibru 450 mm, bez torped zapasowych. Załoga okrętu składała się z 16 oficerów, podoficerów i marynarzy.

## Przebieg służby

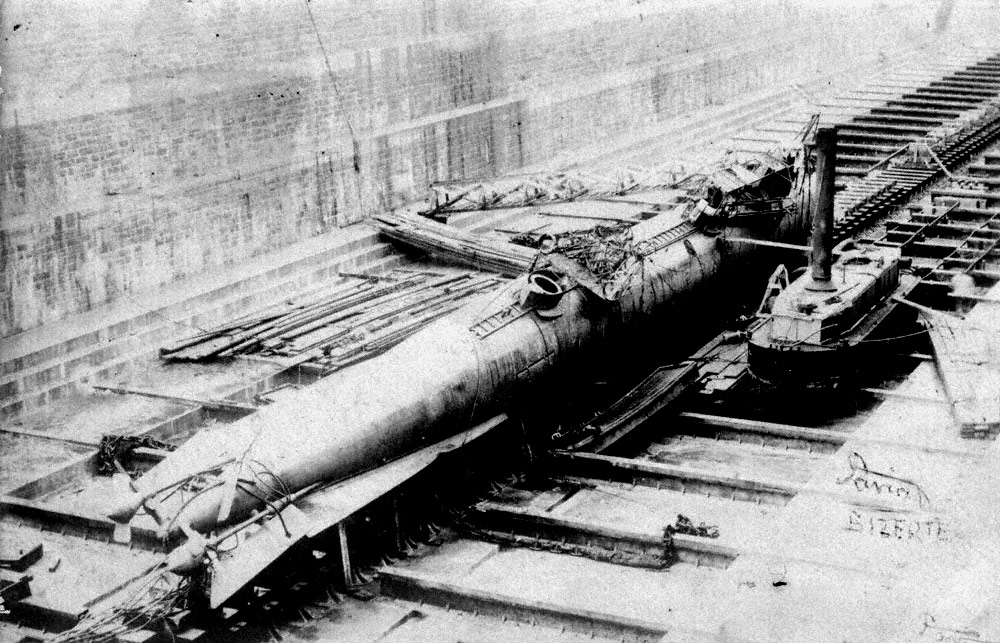
„Lutin” po podniesieniu, październik 1906 r.

„Lutin” został wcielony do służby w Marine nationale w 1903 roku. Jednostka otrzymała numer taktyczny Q10. Okręt pełnił służbę na Morzu Śródziemnym do 16 października 1906 roku, kiedy w nieszczęśliwym wypadku zatonął wraz z całą, 16-osobową załogą w Bizercie. Został podniesiony, lecz nie powrócił już do służby. 9 czerwca 1907 roku został skreślony z listy floty.